# Tatenokai
Tatenokai (楯の会, 楯の會) ou "Sociedade do Escudo" foi uma milícia privada criada no Japão com o propósito de proteger e defender os valores japoneses, servindo ao Imperador do Japão, e contribuindo para a restauração de seu poder e status divino, revogados pela Constituição do Japão de 1947. Foi fundada e liderada pelo autor Yukio Mishima.

## Tentativa de golpe

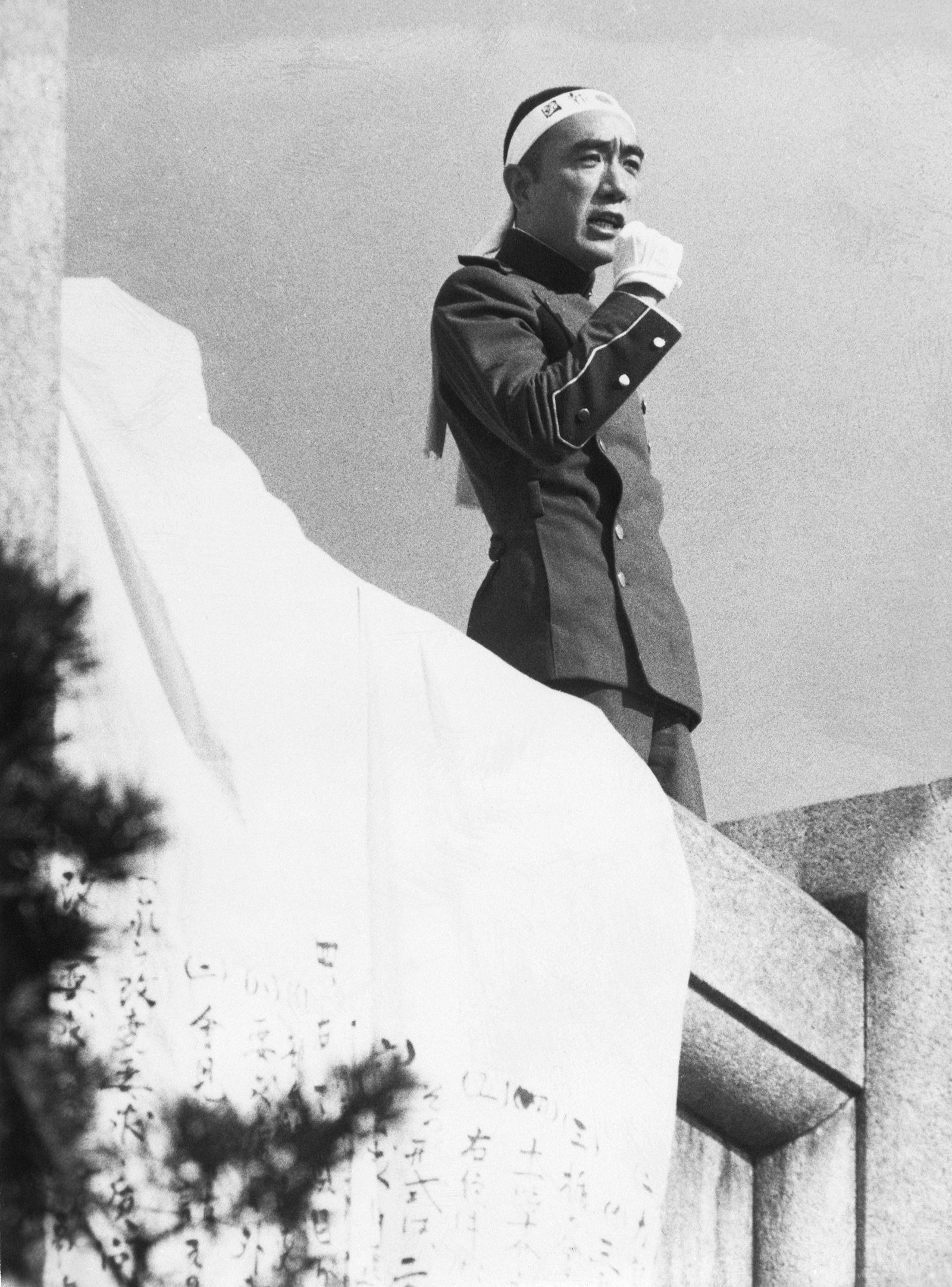
Mishima fazendo seu discurso na varanda em 1970

Em 25 de novembro de 1970 , Mishima, junto com quatro membros de sua milícia, tomou como refém o comandante do quartel-general das Forças de Autodefesa em Ichigaya, Tóquio, amordaçando-o a uma cadeira em seu escritório. Imediatamente, Mishima saiu para a varanda com o objetivo de se dirigir a todos os soldados reunidos fora do quartel, e com diferentes faixas tentou persuadi-los a "renovar o país" dando um golpe e "devolver o imperador ao seu lugar certo". No entanto, suas palavras não foram bem recebidas pelos militares japoneses. Notando a indiferença dos soldados, Yukio Mishima cometeu o ritual suicida seppuku.